# コンスタンティア・フォン・コーゼル
アンナ・コンスタンティア・フォン・コーゼル（コンスタンツィア・フォン・コーゼル、Anna Constantia Gräfin von Cosel, 1680年10月17日 - 1765年3月31日）は、ポーランドとザクセンの統治者アウグスト強王の妾。王の大勢の妾達の中で、アウローラ・フォン・ケーニヒスマルクと並んで最も有名である。

## 生涯

### 生い立ち、結婚・離婚
アンナ・コンスタンティアはホルシュタイン地方デーペナウ荘園を所有するヨアヒム・フォン・ブロックドルフと、ハンブルクの裕福な商人レオンハルト・マルセリスの娘アンナ・マルガレーテの間の娘に生まれた。父方のブロックドルフ家はホルシュタインの非常に古い名門貴族の家系だったのに対し、母は平民出身の商人の娘に過ぎず、両親の結婚は身分違いの婚姻だった。アンナ・コンスタンティアはバロック時代の貴族の女子としては異例なほど広範囲にわたる教育を授けられた。数多くの言語を学んだほか、数学、古典文学、乗馬の女乗りと男乗り、狩猟への情熱などである。また非常に気性が激しく頑固な性格の娘だった。煙管を好み、狩猟での銃の扱いも上手かったと言われる。
1694年両親は娘に宮廷教育を受けさせるため、主君のホルシュタイン＝ゴットルプ公クリスティアン・アルブレヒトの住むシュレースヴィヒ近郊のゴットーフ城へ奉公に上がらせた。アンナ・コンスタンティアは公爵の24歳の長女ゾフィー・アマーリエ公女（1670年 - 1710年）の侍女となった。翌1695年、公女が文化財蒐集家として有名なブラウンシュヴァイク＝ヴォルフェンビュッテル公アントン・ウルリヒの長男アウグスト・ヴィルヘルム公世子に嫁ぐと、アンナ・コンスタンティアはその随員としてヴォルフェンビュッテルに移った。ここで彼女は最初の困難に遭遇する。ある男性（公世子の弟ルートヴィヒ・ルドルフ公子だった可能性がある）の子を身ごもり、その子を出産すると直ちにヴォルフェンビュッテル宮廷を追い出されて、両親の待つ故郷デーペナウに送り返されたのである。この時産んだ子のその後は不明である。

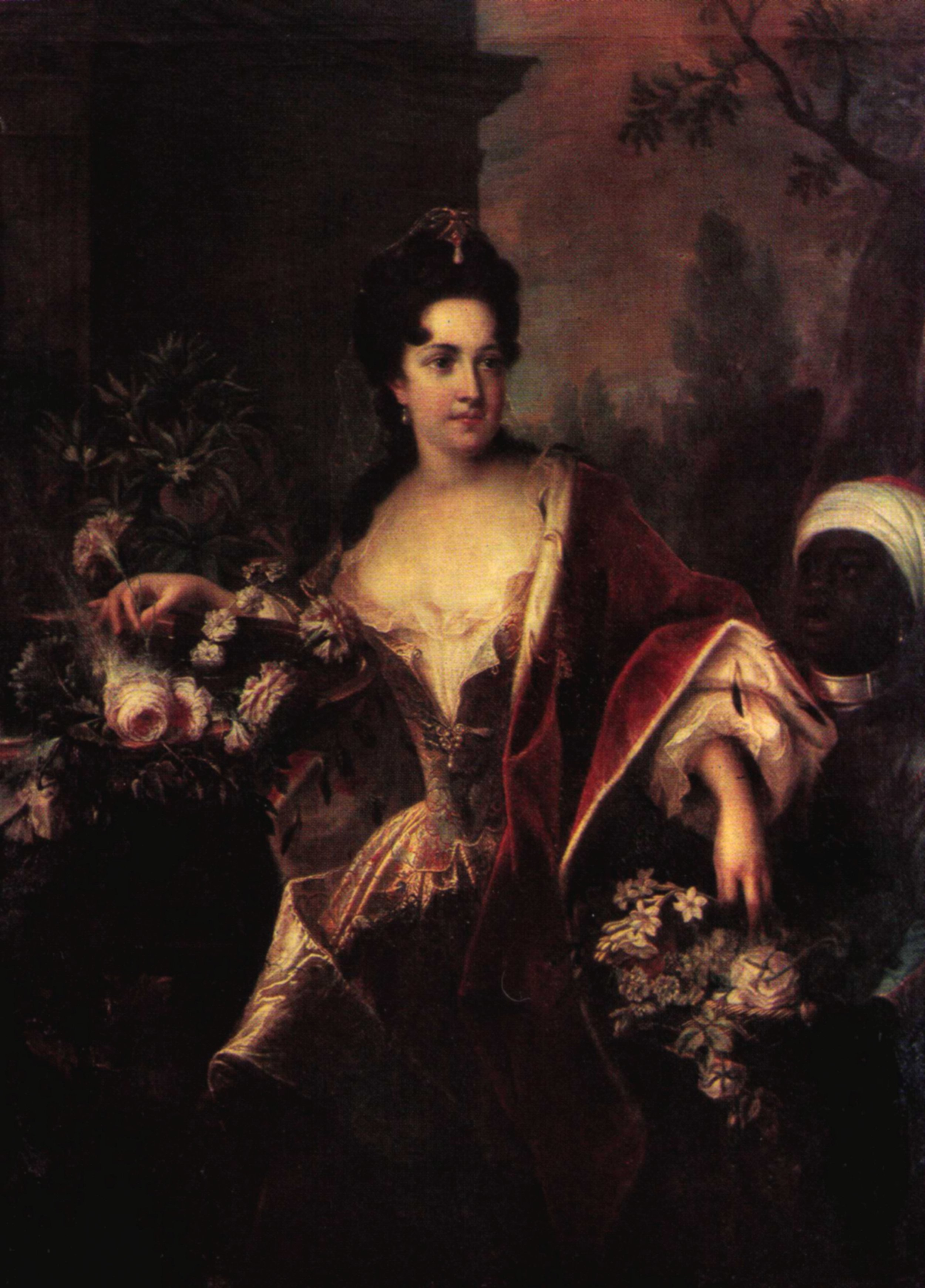
コーゼル伯爵夫人の肖像、1705年

1699年、19歳のアンナ・コンスタンティアは、ヴォルフェンビュッテル時代の知り合いで、12歳年上のザクセン選帝侯領一般内国関税徴収局（sächsischen Generalakzise-Kollegiums）局長アドルフ・マグヌス・フォン・ホイム男爵から求婚された。長い婚約期間を経て、2人は1703年6月2日ブルクシャイドゥンゲン城で婚礼を挙げた。ところがホイムは結婚してわずか1年後には彼女との離婚を求めるようになった。ホイムはアンナ・コンスタンティアを嫌う理由を「権勢欲の強さと陰険さ（„herrschsüchtig und hinterhältig“）」とだけ言うにとどめている。離婚は1705年に申請され、翌1706年に手続きが完了した。離婚の理由は性格の不一致だけでなく、おそらくアンナ・コンスタンティアが過去に出産した子供の存在を夫に隠し、それが露見したのではないかと推測されている。

### 寵姫
1704年12月7日、アウグスト強王は滞在先での火事で焼け出されたために、ホイム家の城に宿泊し、そこで魅力的な男爵夫人を見出して宮廷に呼び寄せた。当時、王はテシェン女侯を公式寵姫としていた。ホイム男爵は王に対し、アンナ・コンスタンティアは王の公式寵姫（Maitresse en titre）の役職を務めるのには全く不向きな女である、と警告した。王の正妃クリスティアーネ・エーバーハルディーネはもう長いこと宮廷に姿を見せず、プレッツシュ城に引きこもって暮らしていた。アウグストはアンナ・コンスタンティアに結婚の約束状を贈った。正妃が死んだときは彼女と結婚して身分違いの妻とし、今後2人の間に生まれてくる子を嫡出子と認める、という内容だった。アンナ・コンスタンティアはこの約束状を大切に保管し続けた。婚外子を密かに生み落とし、夫に離縁され、今また選択の余地なく側室としての生活が始まる状況の中で、いつか人の妻と認められる栄誉が待っているという期待を心の拠り所としたのも無理はないと思われる。続いて王の発した文書により、アンナ・コンスタンティアの生活の保障が与えられた。年額10万ターラーという巨額の年金とピルニッツ騎士領（Rittergut Pillnitz）の所有権である。
1706年2月、皇帝ヨーゼフ1世はアウグストの申請を受けてアンナ・コンスタンティアをコーゼル帝国女伯に叙爵した。同じ1706年頃、王はお抱え建築家のダニエル・ペッペルマンにトルコ屋敷（Türkischen Hauses）の改装を依頼し、屋敷をアンナ・コンスタンティアの住居兼社交の場として与えた。このトルコ屋敷は、現在のタッシェンベルク宮殿の中心部を構成している。アンナ・コンスタンティアはドレスデン宮廷の中心にいるだけでなく、美しく、野心に溢れ、機知に富んでいた。一方で、激高しやすく、驕慢で、自惚れが強かった。彼女の性格は当然ながら複数の政敵を作ったが、アンナ・コンスタンティアは大臣たちの政治的失策や陰謀を明るみに出し、敵を潰していった。

### 国政介入、失寵

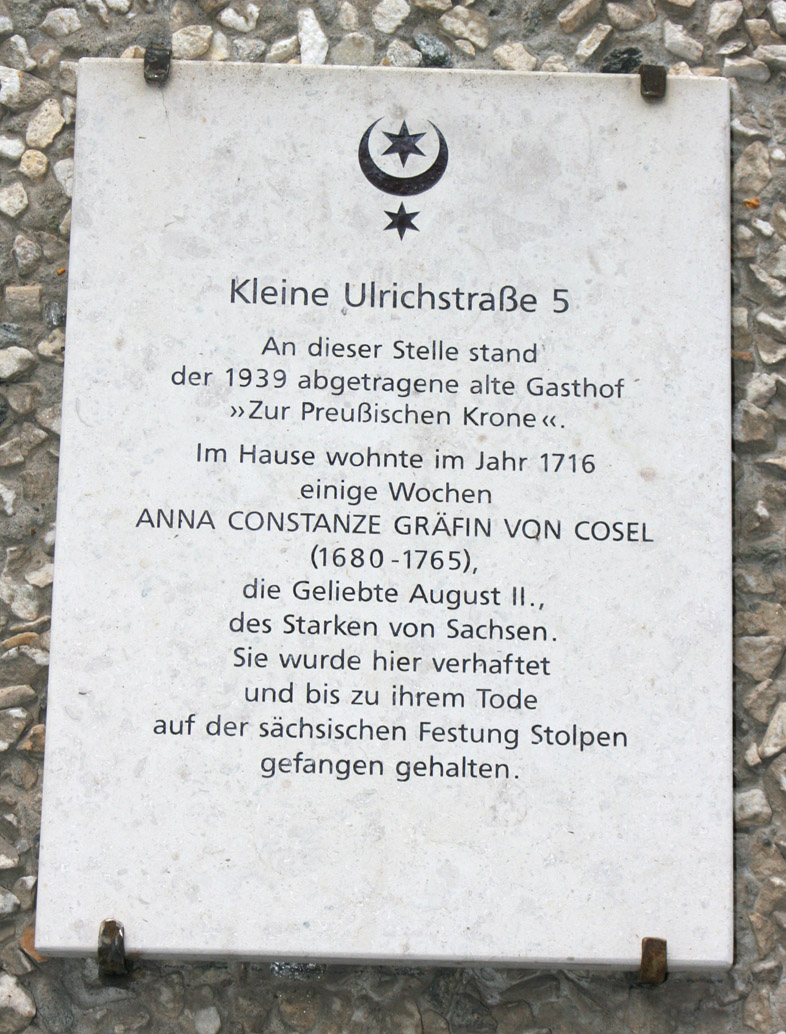
当時のプロイセン領ハレにてコーゼル伯爵夫人が逮捕された地区に掲げられた記念額

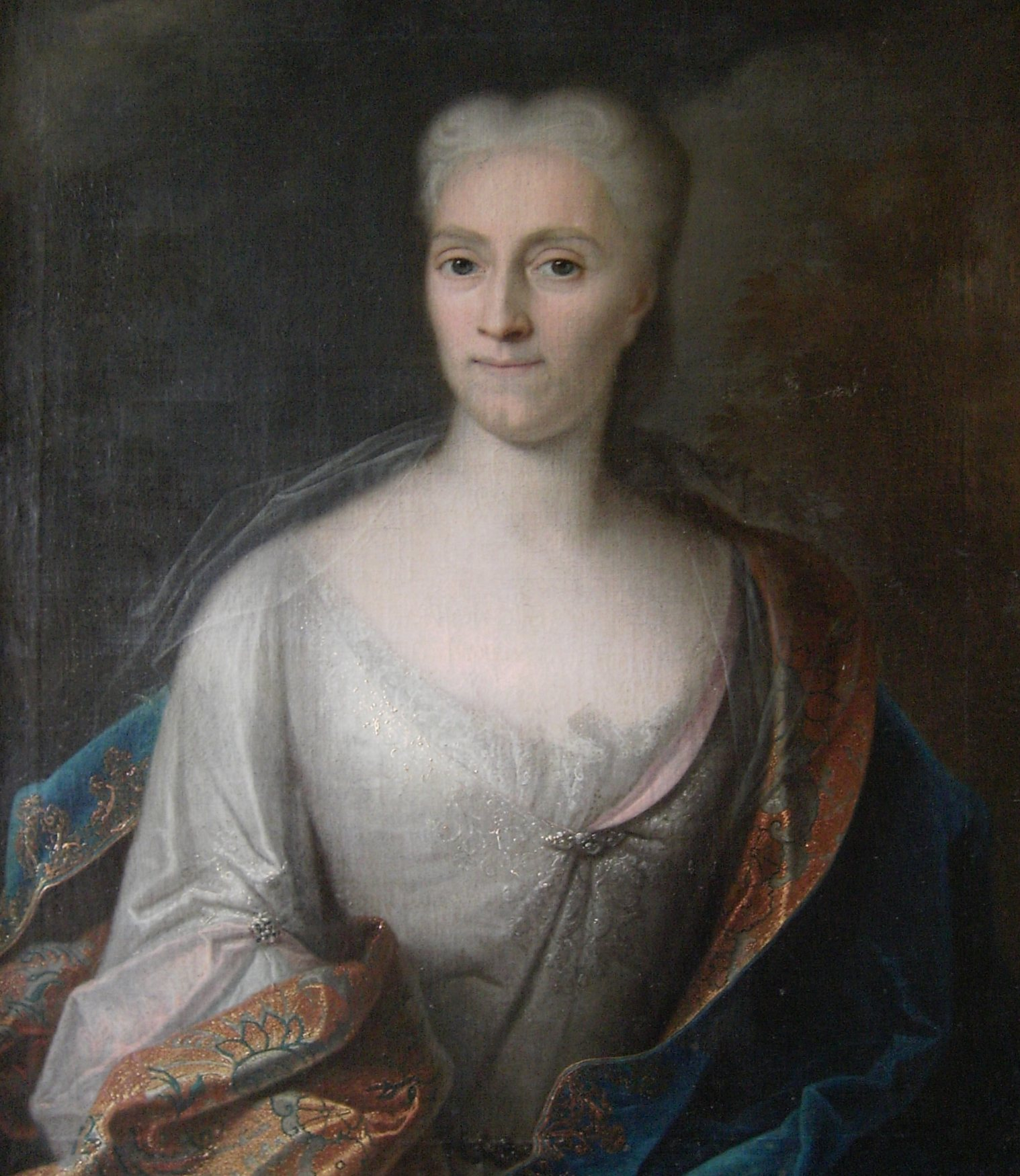
幽閉後のコーゼル伯爵夫人、シュトルペン城塞での拘禁生活の中で描かれたもの

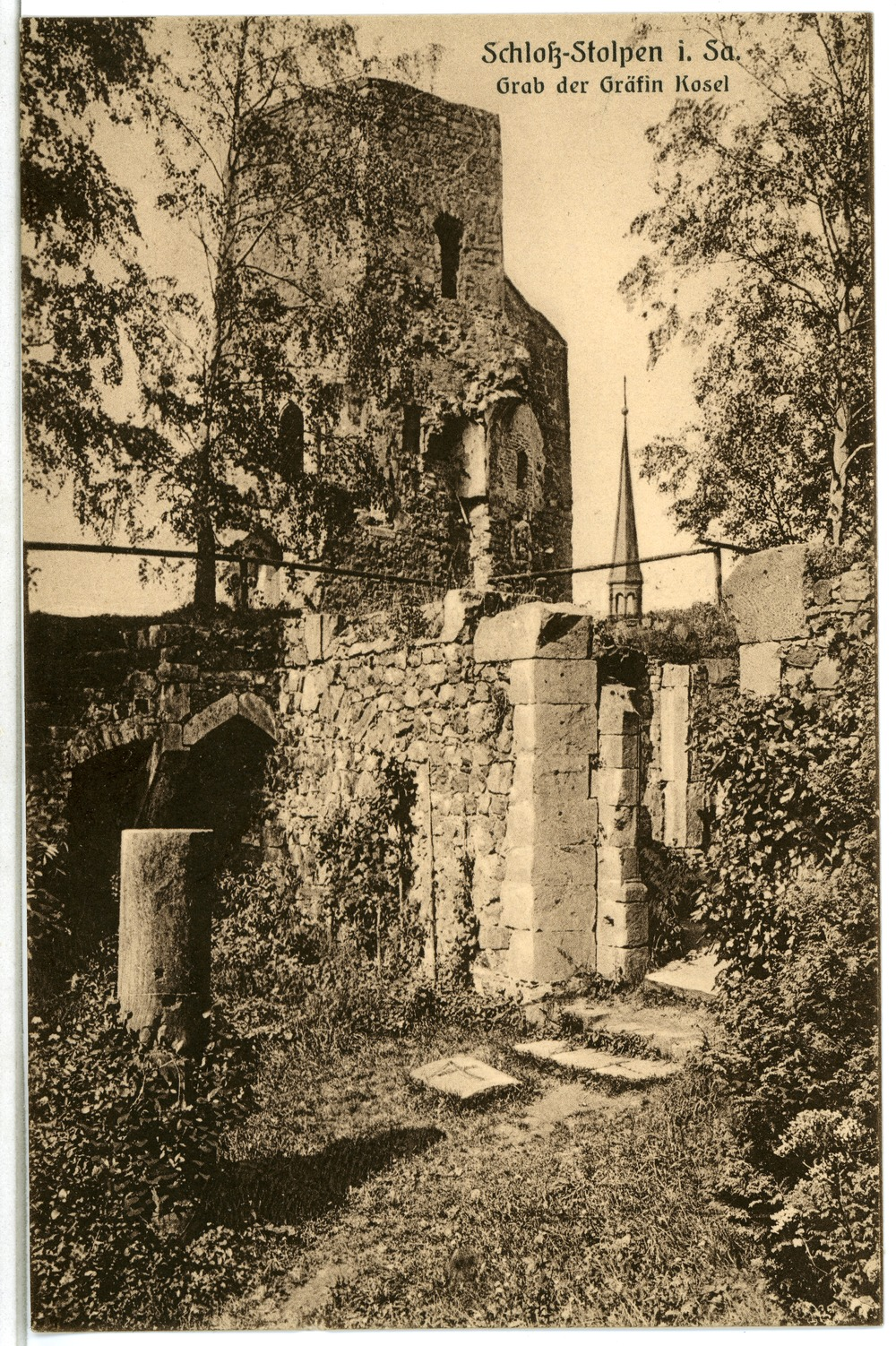
コーゼル伯爵夫人の墓石（1903年撮影）

アンナ・コンスタンティアは、宮廷の内情を把握すると、だんだんと政治に干渉するようになっていった。特に、恩顧関係にあった皇帝カール6世の思惑通り、アウグスト強王のポーランド王位保持・奪還のための野心的な行動を強めさせること、その無謀な動きに反対するベテランの宰相ヤーコプ・ハインリヒ・フォン・フレミングらザクセンの大半の政治家・官僚たちの動きを抑圧することが、彼女の目標となった。ことを上手く運ぶために、彼女はザクセンの枢密院会議の議事録の写しをザクセン駐在の皇帝使節に手渡していた。皇帝側は協力の見返りにアンナ・コンスタンティアにさらに高位の「ゲルリッツ帝国女侯（Reichsfürstin von Görlitz）」の爵位を約束していた（ゲルリッツ女侯の紋章は既に準備されており、現在もザクセン州立公文書館に保存されている）。アウグスト強王は、大北方戦争でスウェーデンに敗北したために放棄したカトリック国ポーランドの王位を取り戻すために、故郷のプロテスタント邦ザクセンで戦っていた。アウグストは王位奪還という全くの政治的見地からカトリックに改宗した。熱心なプロテスタント信者だったアンナ・コンスタンティアは、野心から来る王のこの決断に賛成できなかった。彼女はアウグスト強王に対し、ポーランド王を次々すげ替えることしか頭にないポーランドの諸侯家と誼を結ぶことの愚を再三警告した。その幅広い知見と政治的経験から、アンナ・コンスタンティアは、アウグストの追求する政策に訪れる破局を予見していた。王は、自分の政治的分析力よりも自分の妾の唱える現実主義的な情勢分析の方が高い評価を得ていることに、気分を害した。アウグストはポーランド王冠を自分のものにすることで、帝国における権力と重要性をザクセン選帝侯領にもたらし、急速に力を付けていた隣国プロイセンに対抗しようとしていた。
復位を認めてくれたポーランド貴族層に対する譲歩の証として、アウグストはポーランド人カトリック信徒の中から新しい妾を選ぶことを決めた。王は複数の妾候補の中からマリアンナ・デーンホフ伯爵夫人を選んだ。ポーランド貴族に対して行わざるを得ないこうした譲歩は、アウグストが取り返した王座の権威を傷つけるものであった。次のアウグスト3世の代についにザクセンはポーランド王位を失い、彼ら親子が追求した伝統的な選挙王制を世襲制に変更しようという試みは失敗に終わることになる。ポーランドはその後プロイセン、ロシアそしてオーストリアの3か国によって分割されて主権国家の地位を失い、2世紀間地図から姿を消すことになる。
アンナ・コンスタンティアの新しい妾に対する嫉妬、そして彼女を追い落とそうとする試みにアウグストは嫌気がさし、これがきっかけで王はアンナ・コンスタンティアから完全に離別することを決めた。円満な離別のための王の全ての働きかけはコーゼル伯爵夫人の烈しい拒絶に遭い、王は強硬手段を採るほかなくなった。1713年アウグストはアンナ・コンスタンティアをドレスデン宮廷から追放し、ピルニッツ城への蟄居を命じた。次いで王はピルニッツ城を明け渡しツァーベルティッツの小規模な城館に移るよう命じたが、アンナ・コンスタンティアは頑として応じなかった。

### 逃亡と幽閉
1715年12月12日、コーゼル伯爵夫人はアウグスト強王から返却を求められていた結婚の約束状を携えてベルリンに向かった。彼女はピルニッツでの蟄居処分を解かれていなかったので、この旅行は逃亡行為とみなされた。このような行動をとった彼女を、王は許さなかった。約束状はアンナ・コンスタンティアが寵愛を得ていた頃に王から贈られたものだったが、ただの口約束ならまだしも書面に残された契約書であることが、王にとっては身の破滅になりかねなかった。もし約束状が、それもよりによってライバル国のプロイセンに持ち込まれて公開されようものならば、アウグスト強王は全ヨーロッパ規模の醜聞に巻き込まれるからである。アウグストはやむなくプロイセン王に対し、ザクセンに保護されていたプロイセンの脱走兵とコーゼル伯爵夫人の身柄の交換を提案した。
プロイセンの脱走兵は故国に送り返されれば死刑となる習慣だったため、アウグストは最初この交換をためらっていたが、迫りくるスキャンダルを避けるためには選択の余地がなかった。アウグストは帰国させる脱走兵を処刑しないという確約をプロイセン王から取り付けたうえで、彼らを送還した。コーゼル伯爵夫人は1716年11月21日、ハレ、ノッセン経由でドレスデンに送り返された。彼女は王命により逮捕・拘禁され、1716年12月24日ドレスデンの東郊の堅牢な要塞シュトルペン城に身柄を移送された。以後49年間の余生を、彼女はこの古城で過ごすことになる。
アウグスト強王はコーゼル伯爵夫人に与えてきた財産を没収することはなかった。それどころか彼女の所領から上がる収益すら彼女自身の収入として認めていた。例えば、ラーデボイルに所有する屋敷シュピッツハウス（「尖塔の館」）の敷地内にあったワイン醸造所の収益などである。伯爵夫人の総資産は当時の文書によれば50万ターラーもの巨額に上っていた。さらに伯爵夫人は宮廷の許可を得て。シュトルペン城の武器庫区域を改装し、1743年までその区域に居住していた。
1743年、住まいとしていた武器庫区域が落雷を原因とする火事で焼失すると、伯爵夫人はヨハン塔（Johannisturm）に移った。同年、ドレスデン宮廷は彼女の拘禁処分を解除したが、彼女はシュトルペンの要塞に留まることを選んだ。なぜ監禁場所を離れようとしなかったのかは、現在に至るまで明らかになっていない。アンナ・コンスタンティアの3人の子供たちはドレスデン宮廷で大切に育てられ、アウグスト強王は自分の認知した子供たちの中で、彼女との間の子供を最も可愛がった。彼らは全員が選帝侯家によって条件の良い結婚を世話してもらえた。1728年以降、コーゼル伯爵夫人と大臣たち、アウグスト・クリストフ・フォン・ヴァッカーバルト、ヴォルデマール・フォン・レーヴェンダール、カール・フォン・ヴァッツドルフとの間で交わされた書簡のやり取りからは、彼女がドレスデン宮廷への帰還を非常に強く願っていたことが分かる。
コーゼル伯爵夫人アンナ・コンスタンティアは1765年3月31日、シュトルペン城塞にて84歳で死去した。

## 子女
アウグスト強王との間には3人の子が生まれた。
- アウグスタ・コンスタンティア・フォン・コーゼル（1708年 - 1728年） - 1725年ハインリヒ・フリードリヒ・フォン・フリーゼン（ドイツ語版）と結婚
- フリーデリケ・アレクサンドリーネ・フォン・コーゼル（1709年 - 1784年） - 1730年ヤン・カンティ・モシンスキ（ドイツ語版）と結婚
- フリードリヒ・アウグスト・フォン・コーゼル（1712年 - 1770年[1]） - デーペナウ荘園・ザボール（英語版）荘園の領主

## 引用
1. ↑  Die Cosel'schen Erben